# 心臟頻譜
心臟頻譜利用心臟跳動將血液推向手臂肱動脈或橈動脈的脈動，將壓力偵測器紀錄之訊號進行研究，經過適當擷取訊號，再將時間領域之心臟脈動轉換成頻率領域之心臟脈動，在轉換成以頻率圖表觀察心臟跳動頻率是否異於正常脈動，藉以觀察心搏跳動是否存在異常頻率，觀察正常與心臟疾病患者訊號之重要差異，可藉著將此差異特徵量化，作為偵測心臟機能之參考指標。